# Golnica (prawy dopływ Reskiej Węgorzy)
Golnica – struga w woj. zachodniopomorskim, w powiecie łobeskim; prawobrzeżny dopływ rzeki Reskiej Węgorzy.
Golnica bierze swe źródło na południe od miasta Węgorzyna, na zachód od Jeziora Czarnego Górnego, na Pojezierzu Ińskim. Biegnie na północ w pobliżu Węgorzyna, gdzie przepływa przez Połchowski Staw hodowlany. Następnie przed Runowem Pomorskim skręca na zachód. Przechodzi pod linią kolejową i uchodzi do Reskiej Węgorzy od jej prawego brzegu.
Według danych regionalnego zarządu gospodarki wodnej dominującymi gatunkami ryb w wodach Golnicy są: płoć, leszcz, sandacz. Pozostałymi gatunkami ryb występującymi w jeziorze są: szczupak pospolity, okoń europejski, węgorz europejski, ukleja, lin, karaś złocisty, wzdręga.
W 1955 roku zmieniono urzędowo niemiecką nazwę strugi – See-Graben, na polską nazwę – Jeziorna. W 2006 roku Komisja Nazw Miejscowości i Obiektów Fizjograficznych w wykazie hydronimów przedstawiła nazwę Golnica. 
Ok. 1,4 km na północ od ujścia do Reskiej Węgorzy znajduje się ujście drugiej strugi o nazwie Golnica.